# Strangers No More
Strangers No More – amerykańsko-izraelski dokumentalny film krótkometrażowy z 2010 roku w reżyserii Karen Goodman i Kirka Simona.

## Nagrody
| Nazwa nagrody | Wygrane                                                                     | Nominacje    |
| ------------- | --------------------------------------------------------------------------- | ------------ |
| Oscar         | 2011 Najlepszy krótkometrażowy film dokumentalny Karen Goodman i Kirk Simon | 2011 wygrana |